# Гай Сулпиций Патеркул
Гай Сулпиций Патеркул (на латински: Gaius Sulpicius Paterculus) e политик на Римската република и командир в първата пуническа война.
Произлиза от фамилията Сулпиции. През 258 пр.н.е. Патеркул е избран за консул с Авъл Атилий Калатин и те воюват в Сицилия против Картаген. Патеркул има победа в морската битка при Сулци пред югозападния бряг на Сардиния. След това той празнува триумф.